# Пеньківська сільська рада (Шаргородський район)
Пеньківська сільська́ ра́да — адміністративно-територіальна одиниця та орган місцевого самоврядування в Шаргородському районі Вінницької області. Адміністративний центр — село Пеньківка.

## Загальні відомості
Пеньківська сільська рада утворена в 1918 році.
- Територія ради: 2,106 км²
- Населення ради: 2661 особа (станом на 2001 рік)

## Населені пункти
Сільській раді підпорядковані населені пункти:
- с. Пеньківка
- c. Бабина Долина

## Склад ради
Рада складається з 14 депутатів та голови.
- Голова ради: Кульчевич Микола Леонтійович
- Секретар ради: Сташенко Людмила Анатоліївна

### Керівний склад попередніх скликань
| Прізвище, ім'я, по батькові  | Основні відомості                                                         | Дата обрання | Дата звільнення |
| ---------------------------- | ------------------------------------------------------------------------- | ------------ | --------------- |
| Тарасовська Лідія Григорівна | Сільський голова, 1953 року народження, позапартійна                      | 26.03.2006   | 31.10.2010      |
| Костюшко Едуард Михайлович   | Сільський голова, 1960 року народження, освіта вища, член Партії регіонів | 31.10.2010   | 25.10.2015      |
| Кульчевич Микола Леонтійович | Сільський голова, 1963 року народження, освіта вища, безпартійний         | 25.10.2015   |                 |

Примітка: таблиця складена за даними сайту Верховної Ради України та ЦВК

### Депутати VII скликання
За результатами місцевих виборів 2015 року:
- Кількісний склад ради: 14
- Кількість обраних: 13
- Кількість мандатів, що залишаються вакантними: 1

#### За суб'єктами висування
| Суб'єкт висування | Кількість обраних депутатів | %      |
| ----------------- | --------------------------- | ------ |
| Самовисування     | 13                          | 100.00 |

#### За округами
| № округу | Прізвище, ім'я, по батькові                   | Ким висунуто                                  | Дата нар.                                     | Освіта                                        | Партійна приналежність                        | Відомості                                     |
| -------- | --------------------------------------------- | --------------------------------------------- | --------------------------------------------- | --------------------------------------------- | --------------------------------------------- | --------------------------------------------- |
| 1        | Літвіненко Дмитро Миколайович                 | Самовисування                                 | 12.01.1978                                    | вища                                          | безпартійний                                  | ПАТ «Сад Поділля», директор                   |
| 2        | Стаєцька Світлана Вікторівна                  | Самовисування                                 | 03.09.1974                                    | вища                                          | безпартійна                                   | Пеньківська ЗОШ, вчитель                      |
| 3        | Каргальськова Тетяна Михайлівна               | Самовисування                                 | 28.01.1967                                    | вища                                          | безпартійна                                   | Пеньківська ЗОШ, вчитель                      |
| 4        | Сташенко Людмила Анатоліївна                  | Самовисування                                 | 03.09.1973                                    | вища                                          | безпартійна                                   | Пеньківська сільська рада, секретар виконкому |
| 5        | Козак Оксана Вікторівна                       | Самовисування                                 | 08.07.1984                                    | вища                                          | безпартійна                                   | Пеньківський дитсадок, завгосп                |
| 6        | Шевчук Наталія Миколаївна                     | Самовисування                                 | 15.10.1984                                    | вища                                          | безпартійна                                   | Пеньківська сільська рада, землевпорядник     |
| 7        | Піскун Людмила Степанівна                     | Самовисування                                 | 24.11.1967                                    | вища                                          | безпартійна                                   | Пеньківська амбулаторія СПЗМ, медсестра       |
| 8        | Кушнір Андрій Андрійович                      | Самовисування                                 | 22.07.1976                                    | вища                                          | безпартійний                                  | ТОВ «Векта-Він», головний бухгалтер           |
| 9        | Призначено повторне голосування на 15.11.2015 | Призначено повторне голосування на 15.11.2015 | Призначено повторне голосування на 15.11.2015 | Призначено повторне голосування на 15.11.2015 | Призначено повторне голосування на 15.11.2015 | Призначено повторне голосування на 15.11.2015 |
| 10       | Сніховський Віктор Дмитрович                  | Самовисування                                 | 15.03.1976                                    | вища                                          | безпартійний                                  | тимчасово не працює                           |
| 11       | Курдибаха Оксана Василівна                    | Самовисування                                 | 25.06.1974                                    | вища                                          | безпартійна                                   | Пеньківська ЗОШ, вчитель                      |
| 12       | Лішко Катерина Іванівна                       | Самовисування                                 | 16.07.1966                                    | вища                                          | безпартійна                                   | Пеньківська ЗОШ, повар                        |
| 13       | Заволович Володимир Пилипович                 | Самовисування                                 | 05.03.1977                                    | вища                                          | безпартійний                                  | тимчасово не працює                           |
| 14       | Герасимлюк Юрій Михайлович                    | Самовисування                                 | 09.04.1957                                    | вища                                          | безпартійний                                  | ТОВ «Векта Він», водій                        |

### Депутати VI скликання
За результатами місцевих виборів 2010 року депутатами ради стали:

#### За суб'єктами висування
| Суб'єкт висування                                       | Кількість обраних депутатів | %    |
| ------------------------------------------------------- | --------------------------- | ---- |
| Самовисування                                           | 8                           | 44,4 |
| Партія регіонів                                         | 5                           | 27,8 |
| Народна партія                                          | 4                           | 22,2 |
| Політична партія Всеукраїнське об'єднання «Батьківщина» | 1                           | 5,6  |

#### За округами
| № округу                                                | Прізвище, ім'я, по батькові      | Дата визнання обраним | Освіта  | Партійна приналежність                        | Відомості про обраного депутата                  |
| ------------------------------------------------------- | -------------------------------- | --------------------- | ------- | --------------------------------------------- | ------------------------------------------------ |
| Народна Партія                                          |                                  |                       |         |                                               |                                                  |
| 1                                                       | Базилюк Тамара Григорівна        | 01.11.2010            | вища    | член Народної партії                          | СВАТ «Сад Поділля», комірник                     |
| 6                                                       | Чепкий Віктор Іванович           | 01.11.2010            | вища    | член Народної партії                          | СВАТ «Сад Поділля», завгар                       |
| 10                                                      | Кульчевич Микола Леонтійович     | 01.11.2010            | вища    | член Народної партії                          | СВАТ «Сад Поділля», зав. холодильником           |
| 13                                                      | Сніховський Віктор Дмитрович     | 01.11.2010            | вища    | член Народної партії                          | Ярошенське лісництво, лісник                     |
| Партія регіонів                                         |                                  |                       |         |                                               |                                                  |
| 2                                                       | Гупал Володимир Степанович       | 01.11.2010            | вища    | член Партії регіонів                          | Пеньківська пожежна команда, начальник           |
| 8                                                       | Глухов Віктор Павлович           | 01.11.2010            | вища    | член Партії регіонів                          | Пеньківська пожежна команда, командир відділення |
| 9                                                       | Дуда Галина Іванівна             | 01.11.2010            | вища    | позапартійна                                  | сільська рада, секретар                          |
| 14                                                      | Курдибаха Оксана Василівна       | 01.11.2010            | вища    | позапартійна                                  | Пеньківська загальноосвтіня школа, вчитель       |
| 18                                                      | Шевчук Василь Михайлович         | 01.11.2010            | вища    | позапартійний                                 | Південно-західна залізниця, шляховий майстер     |
| Політична партія Всеукраїнське об'єднання «Батьківщина» |                                  |                       |         |                                               |                                                  |
| 15                                                      | Піскун Людмила Степанівна        | 01.11.2010            | вища    | член Всеукраїнського об'єднання «Батьківщина» | амбулаторія сімейної медицини, медсестра         |
| Самовисування                                           |                                  |                       |         |                                               |                                                  |
| 3                                                       | Базилюк Людмила Михайлівна       | 01.11.2010            | вища    | позапартійна                                  | тимчасово не працює                              |
| 4                                                       | Каргальського Тетяна Михайлівна  | 01.11.2010            | вища    | член Народного Руху України                   | Пеньківська загальноосвітня школа, вчитель       |
| 5                                                       | Палюга Василь Михайлович         | 01.11.2010            | вища    | член Партії «ВІДРОДЖЕННЯ»                     | пенсіонер                                        |
| 7                                                       | Вертепний Василь Григорович      | 01.11.2010            | середня | позапартійний                                 | тимчасово не працює                              |
| 11                                                      | Ковальова Світлана Галактіонівна | 01.11.2010            | вища    | позапартійна                                  | дитячий садок, вихователь                        |
| 12                                                      | Белік Анатолій Анатолійович      | 14.11.2010            | вища    | позапартійний                                 | ПАРТ «Концернпром», майстер                      |
| 16                                                      | Демірчев Юрій Володимирович      | 01.11.2010            | вища    | позапартійний                                 | ПАРТ «Концерн хлібпром», директор                |
| 17                                                      | Патій Наталія Олександрівна      | 01.11.2010            | середня | позапартійна                                  | приватний підприємець                            |